# Dmitriy Karpov
Pour les articles homonymes, voir Karpov.
Dmitriy Karpov (né le 23 juillet 1981 à Karaganda) est un athlète kazakh, spécialiste du décathlon.

## Carrière
En 2004, il remporte le bronze aux Jeux olympiques avec 8 725 points, derrière le Tchèque Roman Šebrle (8 893 pts) et l'Américain Bryan Clay (8 820 pts), record d'Asie actuel.
En 2006, Dmitriy Karpov remporte la Coupe du monde des épreuves combinées, grâce à ces victoires aux meetings de Talence (8 438 pts) et Ratingen (8 414 pts) et sa deuxième place à Götzis (8 293 pts).
En fin d'année, il remporte le décathlon lors des Jeux asiatiques avec 8 384 points. Il s'impose avec 615 points d'avance devant l'Ouzbek Vitaliy Smirnov.
En 2010, il conserve son titre lors du décathlon des Jeux asiatiques avec 8 026 points.
En 2012, il revient en forme en gagnant le Multistars avec 8 172 points, puis le TNT - Fortuna Meeting, avec 8 173 points.
Le 9 juin 2013, Karpov prend la 2e place du meeting de Kladno avec 7 978 points, loin derrière le Biélorusse Andrei Krauchanka (8 380 pts). Il dépasse de nouveau la barre des 8 000 points aux des Championnats d'Asie à Pune quelques semaines plus tard (8 037) où il remporte son 1er titre continental en plein air.

## Vie privée
Marié à l'heptathlonienne kazakhe Irina Karpova, Dimitry Karpov et sa femme ont deux enfants, un garçon et une fille nés respectivement en 2009 et 2010.

## Palmarès
| Date | Compétition                           | Lieu                                  | Résultat | Épreuve     | Points  |
| ---- | ------------------------------------- | ------------------------------------- | -------- | ----------- | ------- |
| 2000 | Championnats du monde juniors         | Santiago du Chili                     | 4e       | Décathlon   | 7 366   |
| 2002 | Championnats d'Asie                   | Colombo                               | 5e       | 110 m haies | 14 s 47 |
| 2002 | Championnats d'Asie                   | Colombo                               | 8e       | Longueur    | 7,70 m  |
| 2002 | Jeux asiatiques                       | Busan                                 | 2e       | Décathlon   | 7 995   |
| 2003 | Multistars                            | Florence                              | 1er      | Décathlon   | 8 253   |
| 2003 | Championnats du monde                 | Paris                                 | 3e       | Décathlon   | 8 374   |
| 2004 | Championnats du monde en salle        | Budapest                              | 4e       | Heptathlon  | 6 155   |
| 2004 | Meeting de Götzis                     | Götzis                                | 3e       | Décathlon   | 8 512   |
| 2004 | Jeux olympiques                       | Athènes                               | 3e       | Décathlon   | 8 725   |
| 2004 | Décastar                              | Talence                               | 3e       | Décathlon   | 8 099   |
| 2004 | Coupe du monde des épreuves combinées | Coupe du monde des épreuves combinées | 3e       | Décathlon   | 25 336  |
| 2005 | Championnats du monde                 | Helsinki                              | —        | Décathlon   | DNF     |
| 2006 | Meeting de Götzis                     | Götzis                                | 2e       | Décathlon   | 8 293   |
| 2006 | Décastar                              | Talence                               | 1er      | Décathlon   | 8 438   |
| 2006 | Coupe du monde des épreuves combinées | Coupe du monde des épreuves combinées | 1er      | Décathlon   | 25 145  |
| 2006 | Jeux asiatiques                       | Doha                                  | 1er      | Décathlon   | 8 384   |
| 2007 | TNT - Fortuna Meeting                 | Kladno                                | 2e       | Décathlon   | 8 553   |
| 2007 | Championnats du monde                 | Osaka                                 | 3e       | Décathlon   | 8 565   |
| 2008 | Championnats du monde en salle        | Valence                               | 3e       | Heptathlon  | 6 131   |
| 2008 | Meeting de Götzis                     | Götzis                                | 1er      | Décathlon   | 8 504   |
| 2008 | Jeux olympiques                       | Pékin                                 | —        | Décathlon   | DNF     |
| 2009 | TNT - Fortuna Meeting                 | Kladno                                | 3e       | Décathlon   | 8 029   |
| 2009 | Championnats du monde                 | Berlin                                | 20e      | Décathlon   | 7 952   |
| 2009 | Jeux asiatiques en salle              | Hanoï                                 | 2e       | Heptathlon  | 5 691   |
| 2010 | Jeux asiatiques                       | Guangzhou                             | 1er      | Décathlon   | 8 026   |
| 2011 | Championnats du monde                 | Daegu                                 | 21e      | Décathlon   | 7 550   |
| 2012 | Championnats d'Asie en salle          | Hangzhou                              | 1er      | Heptathlon  | 5 928   |
| 2012 | Multistars                            | Florence                              | 1er      | Décathlon   | 8 172   |
| 2012 | TNT - Fortuna Meeting                 | Kladno                                | 1er      | Décathlon   | 8 173   |
| 2012 | Jeux olympiques                       | Londres                               | 18e      | Décathlon   | 7 926   |
| 2013 | TNT - Fortuna Meeting                 | Kladno                                | 2e       | Décathlon   | 7 978   |
| 2013 | Championnats d'Asie                   | Pune                                  | 1er      | Décathlon   | 8 037   |
| 2013 | Championnats du monde                 | Moscou                                | —        | Décathlon   | DNF     |
| 2014 | Championnats d'Asie en salle          | Hangzhou                              | 1er      | Heptathlon  | 5 752   |
| 2014 | Jeux asiatiques                       | Incheon                               | 4e       | Décathlon   | 7 749   |

### Autres
- Champion du Kazakhstan du décathlon : 1999[9].
- Champion du Kazakhstan sur 200 mètres : 2003[9].

## Records
Dmitriy Karpov est l’actuel détenteur du record d’Asie du décathlon avec 8 725 points réalisé en 2004, ainsi que de l'heptathlon, avec un total de 6 229 pts, réalisé en 2008.
| Épreuve           | Performance    | Lieu                      | Date                     |
| ----------------- | -------------- | ------------------------- | ------------------------ |
| 100 m             | 10 s 69        | Ratingen                  | 24 juin 2006             |
| Saut en longueur  | 8,05 m         | Almaty                    | 23 juin 2002             |
| Lancer du poids   | 16,95 m        | Guangzhou                 | 24 novembre 2010         |
| Saut en hauteur   | 2,12 m         | Desenzano del Garda Paris | 10 mai 2003 26 août 2003 |
| 400 m             | 46 s 81        | Athènes                   | 23 août 2004             |
| 110 m haies       | 13 s 93        | Almaty                    | 1er janvier 2002         |
| Lancer du disque  | 52,80 m        | Minsk                     | 31 juillet 2004          |
| Saut à la perche  | 5,30 m         | Götzis                    | 1er juin 2008            |
| Lancer du javelot | 60,31 m        | Ratingen                  | 25 juin 2006             |
| 1 500 m           | 4 min 32 s 34  | Ratingen                  | 25 juin 2006             |
| Décathlon         | 8 725 pts (AR) | Athènes                   | 24 août 2004             |

| Épreuve         | Performance    | Lieu      | Date            |
| --------------- | -------------- | --------- | --------------- |
| 60 mètres       | 7 s 04         | Budapest  | 6 mars 2004     |
| Longueur        | 7,99 m         | Moscou    | 8 février 2004  |
| Poids           | 16,26 m        | Hangzhou  | 18 février 2012 |
| Hauteur         | 2,11 m         | Karaganda | 8 février 2002  |
| 60 mètres haies | 7 s 79         | Moscou    | 22 février 2003 |
| Perche          | 5,20 m         | Valence   | 9 mars 2008     |
| 1 000 m         | 2 min 42 s 34  | Budapest  | 6 mars 2004     |
| Heptathlon      | 6 229 pts (AR) | Tallinn   | 16 février 2008 |